# Pré-adolescência
Pré-adolescência é uma das etapas do desenvolvimento humano, caracterizada por anteceder a entrada na adolescência. Comumente termina com o início da puberdade, mas também pode ser definida como a fase final desse período e o início da adolescência. Definições de dicionário geralmente designam como a faixa dos 10 a 13 anos. Essa fase pode trazer mudanças físicas e ansiedade. Dos 11 aos 14 anos, os pré-adolescentes passam por rápidas mudanças físicas, mentais e emocionais. Esse período é frequentemente considerado a parte mais difícil da adolescência. A maioria das crianças dessa faixa de idade ainda pensam de forma concreta elas percebem as coisas como boas ou ruins, certas ou erradas. Isso é normal. Elas estão apenas começando a imaginar possibilidades, reconhecer consequências de suas ações e antecipar o que os outros estão pensando.
Nesse período da vida as crianças passam a ter mais responsabilidades (deveres), ao mesmo tempo em que passam a querer e exigir mais respeito de outras pessoas - particularmente dos adultos. A criança nesta faixa etária passa a compreender mais a sociedade, ordens sociais e grupos, o que torna esta faixa etária uma área instável de desenvolvimento psicológico. Porém, alguns grupos de pessoas não aceitam essa classificação, colocando o pré-adolescente já como um adolescente.
A participação num grupo de amigos que possuem gostos em comum passa a ser de maior importância para a criança, onde o modelo dado pelos amigos começa a obscurecer o modelo dado pelos pais. Começam as preocupações como a expectativa de serem aceitos por um grupo, ou certas diferenças em relação a outras crianças da mesma faixa etária se agravam aqui, e são um aspecto de maior importância na adolescência. Muitas vezes pré-adolescentes sentem-se rejeitados pela sociedade, podendo desencadear problemas psicológicos tais como depressão ou anorexia, por exemplo, por isso as interações presenciais são excepcionais, porque oferecem oportunidades para desenvolver e identificar pistas emocionais na pré-adolescência.
A pré-adolescência é marcada pelo início de intensas transformações físicas que transformam a criança em um adulto; é o início da puberdade, marcada principalmente pelo aumento do ritmo de crescimento corporal e pelo amadurecimento dos órgãos sexuais.
A puberdade para as meninas chega entre o 10º e o 11º ano de vida, onde os primeiros pelos pubianos e nas axilas aparecem, vem a primeira menstruação e os seios começam a crescer. Neste período, as meninas passam, em média, a ser mais altas e mais pesadas que os meninos, onde a puberdade ainda não começou.[carece de fontes?] A puberdade começa para os meninos geralmente um pouco mais tarde, por volta do 12º ano de vida, com o início de um alto crescimento físico (em altura, peso e força muscular), crescimento de pelos pubianos e nas axilas e engrossamento do timbre de voz. Com o pico do crescimento físico da maioria das meninas já havendo terminado, os meninos passam à frente das meninas, definitivamente, em peso, altura e força muscular.[carece de fontes?] Enquanto na idade cronológica a pré-adolescência ocorre, em média, entre os 10 e os 13 anos, a puberdade termina aos 16 anos nas meninas e entre 16 e 17 anos nos meninos.